# Allendorf (Sundern)
Pour les articles homonymes, voir Allendorf.
Allendorf est un quartier de la ville allemande de Sundern (Sauerland) en Rhénanie-du-Nord-Westphalie. Il a fait partie de la ligue hanséatique. Il compte environ 1 678 habitants et se trouve à 320 mètres d'altitude. Il se trouve au sud de la ville, au sud de Langscheid, à proximité de la ville de Plettenberg, entre Selbecke et une digue.